# Segeneiti (district)
Pour l’article homonyme, voir Segeneiti.

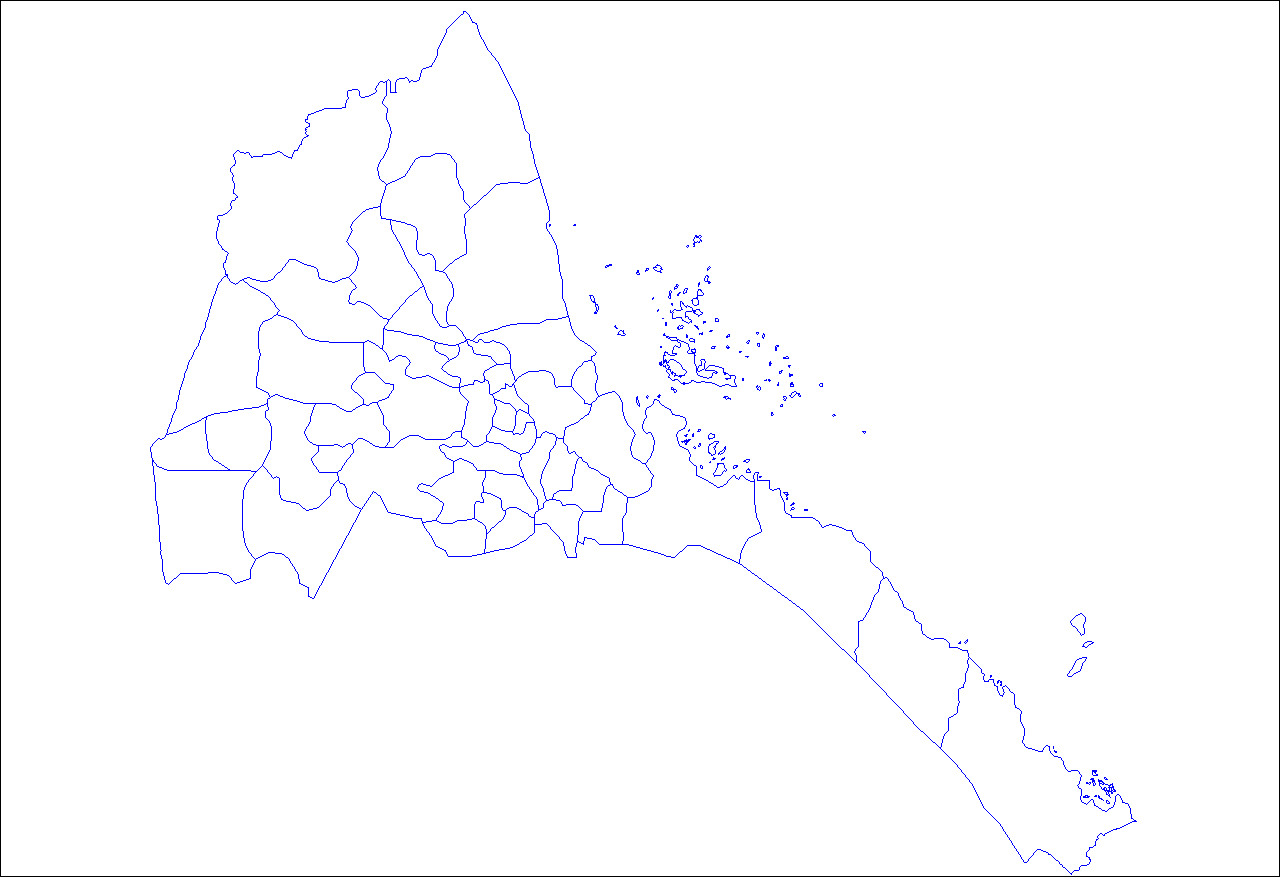
carte des districts

Segeneiti est un district de la région Debub de l'Érythrée. La principale ville et capitale de ce district est Segeneiti. 